# 市場価格
市場価格（しじょうかかく）とは、財やサービスが実際に市場で取引されている価格を表す経済的概念である。ミクロ経済学でよく用いられる。
古典的経済学においては、財やサービスの市場価格は「需要と供給」の逆相関（需要量と供給量の差）によって決定されることになっている。実際には多くの二次因子、とりわけ生産者と潜在的購買者の市場情報の利用可能性が市場価格に影響し、その価格は市場ごとにばらつきが存在するが、その状態は長続きすることがなく、需要量と供給量の差で市場価格が変動することにより、終局的には市場価格は需給バランスが取れた状態の価格（均衡価格）に向かっていく。
市場価格は取引の金銭価値を決定する多くの数値の一種である。他の数値として、取得原価、財やサービスの資源コスト、割引現在価値、経済価値などがあげられる。